# Вандейська війна

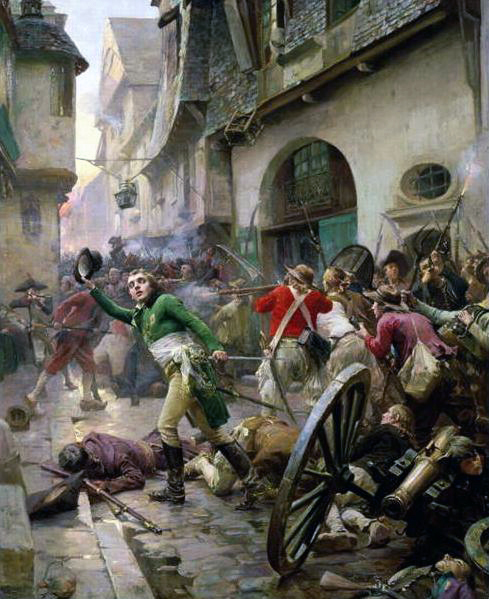
Анрі де Ла Рошжаклен у битві біля Шолє, 17 жовтня 1793 року. Картина Пола-Еміля Бутіньї

Вандейська війна (фр. Guerre de Vendée) — збройне повстання роялістів і католиків проти уряду революційної Франції переважно у західній Франції, в районі Вандеї і сусідніх департаментах у 1793–1796 роках.
Як і скрізь у Франції, у Вандеї мали місце дрібні виступи селян у 1789 і 1792 роках, але наймасовіше повстання спалахнуло у 1793 році. Селянський рух спротиву з часом набрав форму громадянської війни, масового контреволюційного руху проти наслідків Французької революції. Протягом трьох років військових дій, війна перейшла через декілька етапів, з коротким періодом спокою навесні 1795 року. Після значних руйнувань та людських втрат роялісти зазнали поразки на початку 1796 року. Деякі громади Вандеї втратили від 25 до 35% населення. У Франції події навколо Вандеї вважаються чорними сторінками Французької революції і визначаються деякими істориками, як геноцид.